# Shaun Higgerson
Shaun Higgerson (Caringbah, 27 december 1984) is een Australische wielrenner.

## Belangrijkste overwinningen
2005
- 1e etappe Tour of Tasmania
- Eindklassement Tour of Tasmania

2006
- Australisch kampioen Individuele tijdrit op de weg, Beloften

2007
- Joseph Sunde Memorial

## Ploegen
- 2005–MG XPower Presented by BigPond
- 2006–SouthAustralia.com-AIS
- 2007–SouthAustralia.com-AIS
- 2008–FRF Couriers-NSWIS (tot 28/07)

J.Clarke · S.Clarke · Dawson · Finning · Ford · Goss · Higgerson · Hutchinson · Lloyd · McConnell · Meadley · Olman · Sulzberger · Wooldridge
Bates · J.Clarke · S.Clarke · Dawson · Dempster · Finning · M.Ford · W.Ford · Higgerson · Jamieson · Lewis · McConnell · Meyer · Norris · Olman · Sanderson · Sulzberger · Walker · Wooldridge